# Eilmer de Malmesbury
Eilmer de Malmesbury, també conegut com a Oliver o Elmer, va ser un monjo benedictí del segle xi, encara que és més conegut pel seu intent de volar fent servir unes ales mecàniques a la seva joventut, motiu per quin es va guanyar el sobrenom del monjo volador.
Va ser un monjo de l'Abadia de Malmesbury, on va estudiar matemàtiques i astrologia. Tot el que se sap d'ell és gràcies a William de Malmesbury, que l'esmenta al seu llibre De Gestis Regum Anglorum (Escriptures dels Reis Anglesos) el 1125.
William va esmentar que durant la seva joventut, Eilmer havia llegit i cregut com certa la llegenda d'Ícar i Dèdal. A causa d'això, va pensar que fabricant-se unes ales sobre una estructura de fusta, sobre la qual pogués col·locar els seus braços, podria volar. El seu primitiu planador era molt rudimentari i poc manejable, però amb ell es va decidir a llançar-se des de la torre de l'Abadia de Malmesbury, aconseguint el seu objectiu, ja que va aconseguir de mantenir-se al'aire durant uns pocs segons, i arribant a recórrer diverses desenes de metres, per acabar estavellant-se contra el terra, fracturant-se les cames.
Després d'això, Eilmer va pensar que podria realitzar un aterratge més controlable si equipava al seu planador amb una cua. Però l'abat de l'Abadia el va dissuadir perquè deixés d'arriscar la seva vida amb els seus experiments.